# 봄 뉘넌의 목사관 정원
봄 뉘넌의 목사관 정원(네덜란드어: De pastorie in Nuenen in het voorjaar)은 네덜란드의 화가 빈센트 반 고흐의 유화로, 1884년 5월 뉘넌에서 부모와 함께 살면서 그린 그림으로, 반 고흐는 목사관과 주변 정원을 유화로 그렸다.
이 그림은 미국인 예술가 부부 윌리엄 헨리 싱어와 그의 아내 안나가 소장한 작품으로 1962년부터 2020년까지 흐로닝어 미술관에서 소장 및 전시되었다. 2020년 3월 30일, 호르닝어 미술관에서 대여하여 전시했던 노르트홀란트주 라런에 있는 싱어 라런 박물관에서  망치로 유리문을 깨고 침입한 도둑에 의해 도난당했다. 도난 당시 미술관은 코로나바이러스감염증-19 범유행으로 폐관중이었다. 코로나19로 임시 폐쇄되기 직전까지 화가 얀 투롭에서 몬드리안에 걸쳐 여러 작품들을 ‘영혼의 거울’이라는 타이틀로 전시중이었다.

## 같이 보기
- 코로나19 범유행의 예술계 여파